# Кюнеромицес
Кюнеро́мицес (лат. Kuehneromyces) — род грибов семейства Строфариевые (Strophariaceae). Назван в честь французского миколога Робера Кюнера.
Синоним:
- Pholiota subg. Kuehneromyces (Singer & A.H. Sm.) Kühner

## Описание
Плодовые тела произрастают группами. Шляпка гигрофанная. Ножка с кольцом или без него. Споры с довольно широкой порой прорастания, гладкие под оптическим микроскопом, но сильно неровные под РЭМ. Плевроцистиды и хейлоцистиды отсутствуют.

## Список видов
- Kuehneromyces alpinus A.H. Sm., 1957
- Kuehneromyces carbonicola A.H. Sm., 1957
- Kuehneromyces castaneiceps Singer, 1969
- Kuehneromyces castaneus Hongo, 1971
- Kuehneromyces cystidiosus Singer, 1953
- Kuehneromyces depauperatus Singer & A.H. Sm., 1946
- Kuehneromyces leucolepidotus (P.D. Orton) Pegler & T.W.K. Young, 1972
- Kuehneromyces lignicola (Peck) Redhead, 1984 — Кюнеромицес весенний
- Kuehneromyces macrosporus Singer, 1953
- Kuehneromyces marginellus (Peck) Redhead, 1984
- Kuehneromyces mutabilis (Schaeff. ex Quél.) Singer & A.H. Sm., 1946 — Опёнок летний
- Kuehneromyces myriadophyllus (P.D. Orton) Pegler & T.W.K. Young, 1972
- Kuehneromyces nothofagi Garrido, 1988
- Kuehneromyces nudus Singer, 1950
- Kuehneromyces papuensis (Cooke & Massee) Pegler, 1965
- Kuehneromyces populicola (A.H. Sm. & Hesler) Singer, 1986
- Kuehneromyces pseudoblattaria E. Horak, 1967
- Kuehneromyces terrestris Natarajan & Raman, 1983
- Kuehneromyces vinicolor (Pat.) Pegler, 1951